# تنوع مصادر البحث
تنوع مصادر البحث، فالبحث أولا هو وسيلة لأخذ العلوم النافعة والمفيدة، والتي تقوي المعلومات، والتفكير  وتعرفك حياة الشعوب الآخرى، وتقالدهم، وحضاراتهم، وتعرف الأخبار، والاختراعات، والثقافات الآخرى، فهناك ما هو بعيد عنك تجده قريب منك، فهذه البحوث والمخترعات، تجدها بعد ضغطة ستفتح لك أسرار الكون كله.